# Yutaka Aoyama
Yutaka Aoyama (青山 穣, Aoyama Yutaka), Perfectura d'Ehime, Japó, 30 de gener de 1965. És un actor de veu i narrador japonès.

## Filmografia

### Anime
| Any          | Títol                                                               | Paper                            |
| ------------ | ------------------------------------------------------------------- | -------------------------------- |
| 1993         | Rantaro                                                             | Pare del Iseu, Masayoshi Sakuta  |
| 1997         | Berserk                                                             | Samson, Torturer                 |
| 1999         | Turn A Gundam                                                       | Cap d'operacions                 |
| 2000         | Mighty Cat Masked Niyander                                          | Miquet                           |
| 2000         | Sakura Wars                                                         | Agent de policia                 |
| 2000         | Ghost Stories                                                       | Mr. Sakata                       |
| 2001         | Great Dangaioh                                                      | Aide                             |
| 2002         | Saikano                                                             | Soldat                           |
| 2002         | Ichi the Killer: Episode 0                                          | Pare                             |
| 2002         | Naruto                                                              | Moya Triad – Aniki               |
| 2002         | Haibane Renmei                                                      | Propietari de la rellotgeria     |
| 2003         | Tank Knights Fortress                                               | Mine Sporken                     |
| 2003         | Kino's Journey                                                      | Barquer                          |
| 2003         | Detective School Q                                                  | Mr. Lion                         |
| 2003         | Peacemaker Kurogane                                                 | Kanmi Furuba                     |
| 2004         | Gokusen                                                             | Shirakawa Gamarou                |
| 2004         | Tenbatsu! Angel Rabbie                                              | Elder                            |
| 2004         | Monster                                                             | Doctor                           |
| 2004         | Bleach                                                              | Toshi Rin / Iemura Yasochika     |
| 2004         | Yakitate!! Japan                                                    | Shadow White                     |
| 2005         | Gallery Fake                                                        | Muhammad                         |
| 2005         | Eyeshield 21                                                        | Tony / Master                    |
| 2005         | Eureka Seven                                                        | Vodarak's father                 |
| 2005         | Cluster Edge                                                        | Enginye                          |
| 2005         | SoltyRei                                                            | Cap d'equip de rescat            |
| 2006         | Fighting Beauty Wulong Rebirth                                      | Yuan                             |
| 2006         | Glass Fleet                                                         | Conrad                           |
| 2006         | Gintama                                                             | Okada Nizou                      |
| 2006         | The Galaxy Railways: Crossroads to Eternity                         | Rutherford                       |
| 2006         | Hataraki Man                                                        | Artesà                           |
| 2006         | Bartender                                                           | Tajima                           |
| 2007         | Koi suru Tenshi Angelique ~ Kagayaki no Ashita ~                    | Edgar                            |
| 2007         | Tokyo Majin                                                         | Yan, Azumabashi, others          |
| 2007         | Dinosaur King                                                       | Ungaro                           |
| 2007         | Naruto: Shippuden                                                   | Sasori / Hiruko                  |
| 2007         | Claymore                                                            | Innkeeper                        |
| 2007         | Romeo × Juliet                                                      | Noble                            |
| 2007         | Darker Than Black                                                   | Itzak                            |
| 2007         | Bokurano: Ours                                                      | Cap de Kamioka                   |
| 2007         | Emma – A Victorian Romance: Second Act                              | Wilhelm Mereders                 |
| 2007         | Devil May Cry                                                       | Alex                             |
| 2007         | Shigurui                                                            | Tamba Yuya Saku                  |
| 2007         | Neuro: Supernatural Detective                                       | Togashi                          |
| 2007         | Clannad                                                             | Home de negre                    |
| 2007         | Harukanaru Toki no Naka de 3 ~Kurenai no Tsuki~                     | Ancià                            |
| 2008         | Porphy no Nagai Tabi                                                | Carlos                           |
| 2008         | Ancient Ruler Dinosaur King DKidz Adventure: Pterosaur Legend       | Hanzo                            |
| 2008         | Yu-Gi-Oh 5D's                                                       | Malcom                           |
| 2008         | Kirarin ☆ Revolution STAGE 3                                        | Narrador                         |
| 2008         | Itazura na Kiss                                                     | Robins                           |
| 2008         | Blue Dragon                                                         | Schmidt                          |
| 2008         | Himitsu: Top Secret ~The Revelation~                                | Comentador/detectiu              |
| 2008         | Golgo 13                                                            | Karl Roman                       |
| 2008         | Slayers Revolution                                                  | Pirata                           |
| 2008–09      | Birdy the Mighty: Decode                                            | Lou Megius                       |
| 2008         | Kuroshitsuji                                                        | Arthur Randall                   |
| 2008         | Mōryō no Hako                                                       | Koichi Satomura                  |
| 2008         | Nodame Cantabile Paris                                              | Pierre                           |
| 2009         | Rideback                                                            | Hugh Gatome                      |
| 2009         | Slayers Evolution-R                                                 | Bandit                           |
| 2009         | Requiem for the Phantom                                             | Mendes                           |
| 2009         | Mazinger Edition Z: The Impact!                                     | Django                           |
| 2009         | Guin Saga                                                           | Loudi                            |
| 2009         | Sōten Kōro                                                          | Xun You                          |
| 2009         | Tatakau Shisho                                                      | Vauxal-Mériot                    |
| 2009         | Sister Brothers ja:ご姉弟物語                                       | Home del tribunal                |
| 2009–present | Fairy Tail                                                          | Jura, Klodoa, Jackpot, Franmalth |
| 2010         | Cobra the Animation                                                 | Seven                            |
| 2010         | Hanamaru Kindergarten                                               | Tsuchida's father                |
| 2010         | Nodame Cantabile Finale                                             | Pierre                           |
| 2010         | Black Butler II                                                     | Arthur Randall                   |
| 2010         | Okami-san and Seven Companions                                      | Hamel                            |
| 2010         | Occult Academy                                                      | Historiador                      |
| 2010–11      | Air Gear: Break on the Sky                                          | Narrador                         |
| 2011         | Hanasaku Iroha                                                      | Cabarrel vell                    |
| 2011         | Gyakkyō Burai Kaiji: Hakairoku-hen                                  | Doctor                           |
| 2011         | Pretty Rhythm Aurora Dream                                          | Productor/ Aví                   |
| 2011         | The Qwaser of Stigmata II                                           | Clifford · C · J · Crawford      |
| 2011         | Sekai-ichi Hatsukoi 2                                               | Pare de Masamune                 |
| 2012         | Space Brothers                                                      | Alberginia Shigeo                |
| 2012         | Lupin the Third: The Woman Called Fujiko Mine                       | Veu de la guia dels altaveus     |
| 2012         | Tari Tari                                                           | Condoru Quincy Cheerful          |
| 2012         | Hayate the Combat Butler: Can't Take My Eyes Off You                | Diferents personatges            |
| 2013         | Zettai Karen Children: The Unlimited                                | Hadim                            |
| 2013         | Space Battleship Yamato 2199                                        | Verte Thalang                    |
| 2013         | A Certain Scientific Railgun S                                      | Doctor, Narrador                 |
| 2013         | The Eccentric Family                                                | Bishamon                         |
| 2013         | Strike the Blood                                                    | Kensuke Konose                   |
| 2014         | Recently, My Sister Is Unusual                                      | Tetsuya Shingen                  |
| 2014         | Hamatora                                                            | Presentador                      |
| 2014         | Chaika - The Coffin Princess                                        | Foden                            |
| 2014         | Argevollen                                                          | Hyuga Iwao                       |
| 2014         | PriPara                                                             | Germà del pare                   |
| 2014         | Terror in Resonance                                                 | Shimada                          |
| 2014         | Gundam Reconguista in G                                             | Captain Salamandra               |
| 2014         | Rage of Bahamut: Genesis                                            | Golan                            |
| 2014         | Shirobako                                                           | Kono                             |
| 2015         | Shokugeki no Soma                                                   | Kimigure of natural cheese       |
| 2015         | Uta no☆Prince-sama♪ Maji Love Revolution                            | Shiogane                         |
| 2015         | The Heroic Legend of Arslan                                         | Baudouin                         |
| 2015         | Heavy Object                                                        | Oficinista                       |
| 2015         | Mobile Suit Gundam: Iron-Blooded Orphans                            | Todo Mirconen                    |
| 2015         | Mr. Osomatsu                                                        | Home encorbatat                  |
| 2016         | Dimension W                                                         | Seiji Makita                     |
| 2016         | Re:Zero kara Hajimeru Isekai Seikatsu                               | Rickert                          |
| 2016         | The Heroic Legend of Arslan: Dust Storm Dance                       | Baudouin                         |
| 2016         | D.Gray-man Hallow                                                   | The Millennium Earl              |
| 2016         | The Disastrous Life of Saiki K.                                     | Museu / Director                 |
| 2016         | Taboo Tattoo                                                        | Ajita                            |
| 2016         | Cheer Boys!!                                                        | Professor Chen                   |
| 2016         | Active Raid                                                         | Kakuhari Kakuyama                |
| 2016         | To Be Hero                                                          | Mr. Yamada                       |
| 2016         | Drifters                                                            | Hannibal                         |
| 2017         | 100% Pascal-sensei                                                  | Brad Kanamori                    |
| 2017         | Mahōjin Guru Guru                                                   | Gizaia                           |
| 2017         | Digimon Universe: Appli Monsters                                    | Virusmon                         |
| 2018         | Overlord II                                                         | Staffan Heivish                  |
| 2018         | Golden Kamuy                                                        | Gotō                             |
| 2018–present | That Time I Got Reincarnated as a Slime                             | Myorumile                        |
| 2019–present | Kaguya-sama: Love Is War                                            | Narrador                         |
| 2019         | Star Twinkle PreCure                                                | Abraham                          |
| 2019         | Carole & Tuesday                                                    | Jerry                            |
| 2019         | Radiant (2a temporada)                                              | Lord Gyuris                      |
| 2019         | Case File nº221: Kabukicho                                          | Michel Belmont                   |
| 2020         | One Piece                                                           | Page One                         |
| 2020         | Deca-Dence                                                          | Turkey                           |
| 2021         | Suppose a Kid from the Last Dungeon Boonies Moved to a Starter Town | Pyrid                            |
| 2021         | Crònica de la restauració d'un regne                                | Marx                             |
| 2021         | Muteking the Dancing Hero                                           | Matt                             |
| 2021         | My Senpai Is Annoying                                               | Department Chief                 |
| 2023         | Junji Ito Maniac: Japanese Tales of the Macabre                     | Tagaisu                          |
| 2023         | Dr. Stone: New World                                                | Ibara                            |
| 2023         | Pluto                                                               | Inspector Nakamura               |

### Pel·lícula
| Any  | Títol                                                        | Paper                |
| ---- | ------------------------------------------------------------ | -------------------- |
| 1998 | Spriggan                                                     | Executiu             |
| 1999 | Gundress: La pel·lícula                                      | Capità Sumeragi      |
| 2010 | Loups=Garous                                                 | Riichiro Ishida      |
| 2012 | El detectiu Conan: L'onzè davanter                           | Guàrdia de seguretat |
| 2016 | Sinbad: Sora Tobu Hime a Himitsu no Shima                    | Dahl                 |
| 2016 | Digimon Adventure tri.                                       | Professor Mochizuki  |
| 2017 | Lu sobre el mur                                              | Takobaba/Àvia pop    |
| 2022 | Yuru Camp: la pel·lícula                                     | Cap de redacció      |
| 2022 | Kaguya-sama: Love Is War - El primer petó que no s'acaba mai | Narrador             |

### Videojocs
| Any  | Títol                                        | Paper                                                    | Notes                                                       | Font  |
| ---- | -------------------------------------------- | -------------------------------------------------------- | ----------------------------------------------------------- | ----- |
| 2004 | Gantz: The 2nd stage                         | JJ                                                       | PS1 / PS2                                                   | [ 1 ] |
| 2005 | Mobile Suit Gundam One Year War              | Cosun Graham                                             | PS1 / PS2                                                   | [ 1 ] |
| 2005 | Rogue Galaxy                                 | Jupis Tooki McGanel                                      | PS1 / PS2                                                   | [ 1 ] |
| 2006 | Blue Dragon                                  | Hinnet                                                   | Xbox 360                                                    | [ 1 ] |
| 2006 | Wild Arms 5                                  | Kartikeya                                                | PS2                                                         | [ 1 ] |
| 2007 | Shoukan Shoujo: Elemental Girl Calling       | Ben / Ozzy                                               | PS1 / PS2                                                   | [ 1 ] |
| 2007 | Star Ocean: First Departure                  | Dell Argusy                                              | PSP                                                         | [ 1 ] |
| 2008 | White Knight Chronicles                      | Amir                                                     | PS3                                                         | [ 1 ] |
| 2010 | White Knight Chronicles II                   | Amir                                                     | PS3                                                         | [ 1 ] |
| 2010 | Ishin Renka Ryouma Gaiden                    | Katsu no ki                                              | PSP                                                         | [ 1 ] |
| 2012 | Dragon Age II                                | Sebastian                                                | PS3, Xbox 360                                               | [ 1 ] |
| 2012 | Call of Duty: Black Ops 2                    | Edward Richtofen / Stanley Ferguson                      | PS3, Xbox 360                                               | [ 1 ] |
| 2013 | PlayStation All-Stars Battle Royale          | Mail · RADEC                                             | PS3, altres                                                 | [ 1 ] |
| 2013 | Sonic Lost World                             | Zazz                                                     | Wii U                                                       | [ 1 ] |
| 2014 | Aizu fighting god Sakaen Hachihisa Tennoyuki | Hyakki karate                                            | PS Vita                                                     | [ 1 ] |
| 2015 | Dragon Quest VIII                            | Savan                                                    | 3DS                                                         | [ 1 ] |
| 2015 | Bloodborne: The Old Hunters                  | Early parish chief Lawrence / Lord of nightmare, Mikolaş | PlayStation 4                                               | [ 1 ] |
| 2018 | Attack on Titan 2                            | Narrador                                                 | PlayStation 4, Xbox One, Microsoft Window i Nintendo Switch | [ 1 ] |
| 2020 | Xenoblade Chronicles: Definitive Edition     | Radzam                                                   | Nintendo Switch                                             |       |
| 2021 | Alchemy Stars                                | Schwartz                                                 | iOS, Android                                                |       |

### CD de drama
| Any  | Títol                              | Paper            |
| ---- | ---------------------------------- | ---------------- |
| 2010 | Oyaji! ~ Cas de Chinatsu i Tomoe ~ | Midorikawa Setsu |

### Pel·lícules originals
| Any  | Títol                   | Paper                          | Notes                                |
| ---- | ----------------------- | ------------------------------ | ------------------------------------ |
| 1996 | B-Fighter Kabuto        | Mirage Armored General Beezack | Ep. 28 - 35, 38, 39, 41 - 45, 47, 48 |
| 1997 | Denji Sentai Megaranger | Condor Nejiler                 | Ep. 36                               |
| 1999 | Kyuukyuu Sentai GoGo-V  | Tornado Psyma Beast Tornades   | Ep. 2                                |
| 2000 | Mirai Sentai Timeranger | Sergent corrupte Arnold-K      | Ep. 9                                |
| 2000 | Star Bows               | Narrador                       |                                      |

### Doblatge de pel·lícules
| Any  | Títol                                       | Paper                                   | Actor original        |
| ---- | ------------------------------------------- | --------------------------------------- | --------------------- |
| 1998 | Suspiria                                    | Professor Milius, Narrator              | Rudolf Schündler      |
| 1998 | L'home de la màscara de ferro               | Pierre                                  | Hugh Laurie           |
| 1999 | There's Something About Mary                | Dom Woganowski                          | Chris Elliott         |
| 1999 | Dark City                                   | Mr. Hand                                | Richard O'Brien       |
| 2000 | Nivell 13                                   | Jason Whitney, Jerry Ashton             | Vincent D'Onofrio     |
| 2001 | Missió: Impossible II                       | Hugh Stamp ヒュー・スタンプ             | Richard Roxburgh      |
| 2001 | Little Nicky                                | Chubbs                                  | Carl Weathers         |
| 2001 | Oz                                          | Kareem Saïd                             | Eamonn Walker         |
| 2002 | Una ment meravellosa                        | Martin Hansen                           | Josh Lucas            |
| 2002 | Band of Brothers                            | First Lieutenant Lynn "Buck" Compton    | Neal McDonough        |
| 2003 | Mr. Deeds                                   | Crazy Eyes                              | Steve Buscemi         |
| 2003 | Els àngels de Charlie: Al límit             | Thin Man                                | Crispin Glover        |
| 2003 | The Tuxedo                                  | Dietrich Banning                        | Ritchie Coster        |
| 2003 | Els homes de Harrelson                      | Officer III Travis Joseph "T.J." McCabe | Josh Charles          |
| 2005 | Collateral                                  | Richard Weidner                         | Peter Berg            |
| 2005 | Anacondes: la recerca de l'orquídia de sang | Bill Johnson                            | Johnny Messner        |
| 2005 | El maquinista                               | Jackson                                 | Lawrence Gilliard Jr. |
| 2005 | Biker Boyz                                  | Soul Train                              | Orlando Jones         |
| 2006 | RoboCop                                     | The Old Man                             | Dan O'Herlihy         |
| 2006 | Llicència per matar                         | Franz Sanchez                           | Robert Davi           |
| 2007 | El cas Slevin                               | Detective Brikowski                     | Stanley Tucci         |
| 2007 | When a Stranger Calls                       | The Stranger                            | Tommy Flanagan        |
| 2008 | I Now Pronounce You Chuck &amp; Larry       | Clinton Fitzer                          | Steve Buscemi         |
| 2008 | Wind Chill                                  | Highway Patrolman                       | Martin Donovan        |
| 2009 | Revolutionary Road                          | John Givings, Jr.                       | Michael Shannon       |
| 2009 | The Art of War II: Betrayal                 | Garret                                  | Lochlyn Munro         |
| 2009 | Slumdog Millionaire                         | Police Inspector                        | Irrfan Khan           |
| 2010 | L'or d'en Mackenna                          | John Colorado                           | Omar Sharif           |
| 2010 | Shutter Island                              | George Noyce                            | Jackie Earle Haley    |
| 2011 | L'os Yogi                                   | Mayor R. Brown                          | Andy Daly             |
| 2011 | Transformers: Dark of the Moon              | Dutch                                   | Alan Tudyk            |
| 2011 | The Blues Brothers                          | Elwood Blues                            | Dan Aykroyd           |
| 2012 | The Avengers                                | Pat Kiernan                             |                       |
| 2013 | The Chef                                    | Jacky Bonnot                            | Michaël Youn          |
| 2013 | Parental Guidance                           | Phil Simmons                            | Tom Everett Scott     |
| 2014 | Escape Plan                                 | Willard Hobbes                          | Jim Caviezel          |
| 2014 | Retorn al futur                             | Strickland                              | James Tolkan          |
| 2014 | Dark Blood                                  | Harry                                   | Jonathan Pryce        |
| 2015 | Better Call Saul                            | Nacho Varga                             | Michael Mando         |
| 2015 | True Detective                              | Francis Semyon                          | Vince Vaughn          |
| 2015 | The Texas Chain Saw Massacre                | Nubbins Sawyer                          | Edwin Neal            |
| 2017 | Genius                                      | J. Edgar Hoover                         | T. R. Knight          |
| 2017 | Spider-Man: Homecoming                      | Mac Gargan                              | Michael Mando         |
| 2018 | Gold                                        | Brian Woolf                             | Corey Stoll           |
| 2018 | Logan Lucky                                 | Joe Bang                                | Daniel Craig          |
| 2018 | Proud Mary                                  | Tom                                     | Billy Brown           |
| 2018 | The Man Who Invented Christmas              | Signor Mazzini                          | Cosimo Fusco          |
| 2019 | Norman                                      | Rabbi Blumenthal                        | Steve Buscemi         |
| 2019 | Puzzle                                      | Robert                                  | Irrfan Khan           |
| 2019 | Dora and the Lost City of Gold              | Cole Marquez                            | Michael Peña          |
| 2020 | Just Mercy                                  | Tommy Chapman                           | Rafe Spall            |
| 2022 | Around the World in 80 Days                 | Thomas Kneedling                        | Anthony Flanagan      |

| Any  | Títol                                     | Paper             |
| ---- | ----------------------------------------- | ----------------- |
| 2002 | Monsters, Inc.                            | Randall Boggs     |
| 2005 | Casa a la Serralada                       | Wesley            |
| 2006 | The Wild                                  | Ral·li            |
| 2007 | Descobrint els Robinsons                  | Spike / Dimitri   |
| 2009 | Monstres contra alienígenes               | Galaxar           |
| 2010 | Gru, el meu dolent preferit               | Fred McDai        |
| 2011 | Fantastic Mr. Fox                         | rata              |
| 2011 | Cars 2                                    | Professor Zündapp |
| 2011 | Els Barrufets                             | Barrufet mapache  |
| 2011 | Rango                                     | Furgus            |
| 2012 | Lorax, a la recerca de la trúfula perduda | Brett / Chet      |
| 2013 | En Ralp, el destructor                    | Sour Bill         |
| 2013 | Monsters University                       | Randall Boggs     |
| 2013 | Gru 2, el meu dolent preferit             | Minion Stuart     |
| 2015 | Els Minions                               | Minion Stuart     |
| 2016 | El viatge d'Arlo                          | Bubba             |
| 2016 | Mascotes                                  | Amic              |
| 2018 | En Ralph destrueix internet               | Sour Bill         |
| 2020 | La família Addams                         | Norman Pickering  |
| 2021 | Tom i Jerry                               | Butch             |
| 2021 | Peter Rabbit 2: The Runaway               | Senyor Tod        |